# Alfeld
För andra betydelser, se Alfeld (olika betydelser).
Alfeld (Leine) är en tysk stad i distriktet (Landkreis) Hildesheim i förbundslandet Niedersachsen. Staden ligger i ett medelhögt bergsområde (Leinebergland) vid floden Leine. Kring staden förekommer främst jordbruksområden.
I Alfeld ligger Fagusverken som är upptagen i Unescos världsarvslista sedan 2011.

## Historia
Den första urkunden med ortens namn undertecknades 1214. Dokumentet nämner en mjölkbonde från "Alvelde" som levererade till biskopen i Hildesheim. 1221 var samhället köping (Marktort) och 1258 betecknas Alfeld för första gången som stad. Under senare 1200-talet byggs en ringmur kring staden. Sedan 1426 var Alfeld i en sammanslutning av städer (Sächsischer Städtebund) som var nära kopplade till Hansan. Staden ingick sedan 1522 i furstendömet Braunschweig-Wolfenbüttel. Den 13 oktober 1625 ägde ett strategiskt möte av den Katolska ligan i Alfeld rum. Senare under trettioåriga kriget plundrades staden. Alfelds försvarsanläggningar börjades riva 1770.
Innan Alfeld hade anslut till järnvägsnätet förarbetades främst jordbruksprodukter i staden. Efter 1853/54 tillkom flera industrier, däribland Fagusverken. Under andra världskriget arbetade många tvångsarbetare i stadens företag. Under krigets senare skede flydde flera personer från Hannover och andra skadade orter till Alfeld. Alfeld själv fick inga skador och överlämnades utan strid till amerikanska trupper. Efter kriget fördubblades stadens invånartal. De nya medborgarna var tyskar som fördrevs från sina ursprungliga hem i Ostpreussen och andra regioner som tidigare tillhörde Tyskland.
Sedan 1991 är Alfeld vänort till Wakefield (England).

## Museer
Förutom Fagusverken har Alfeld ett stads- och ett djurmuseum.

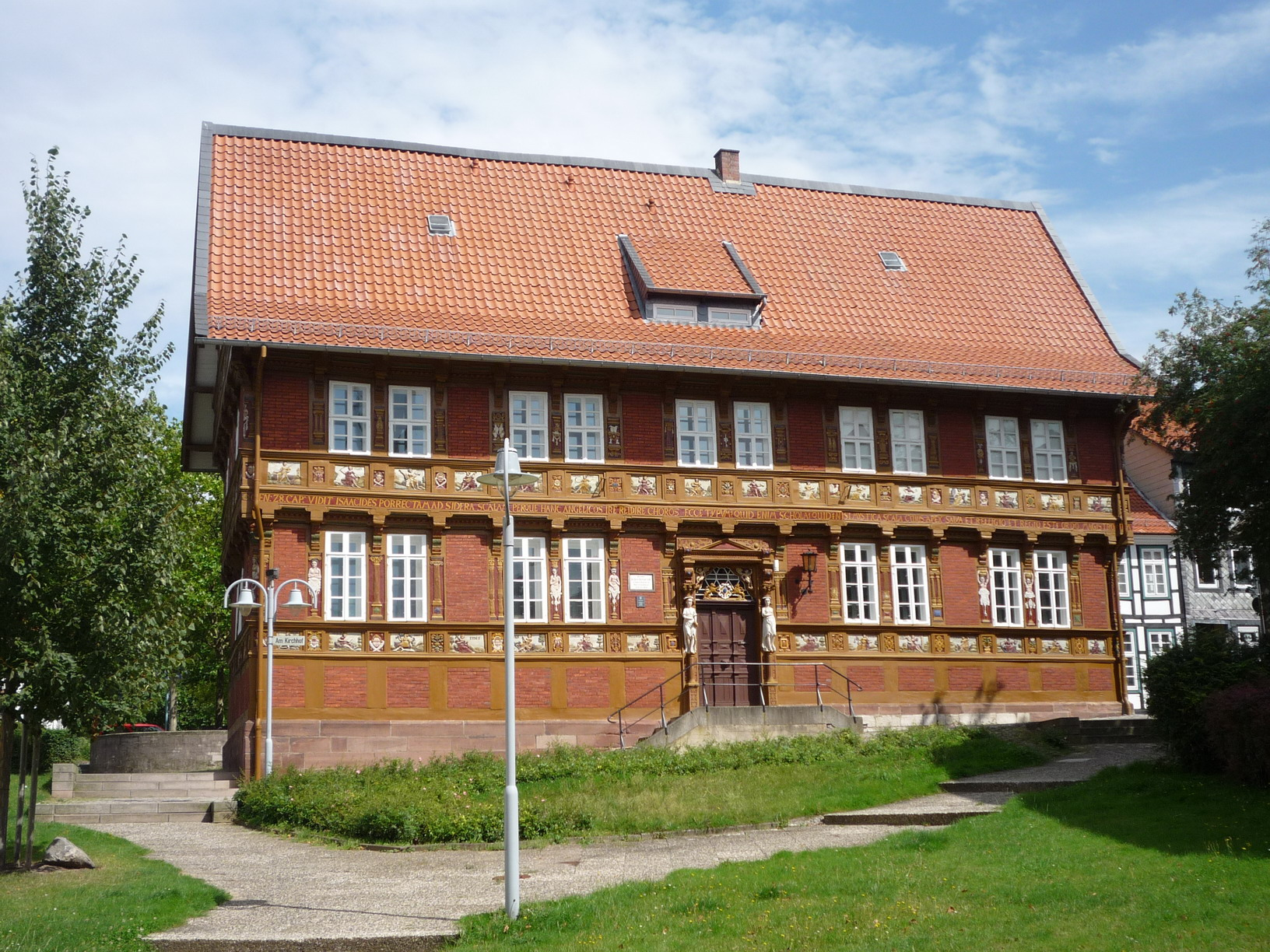
Stadsmuseum
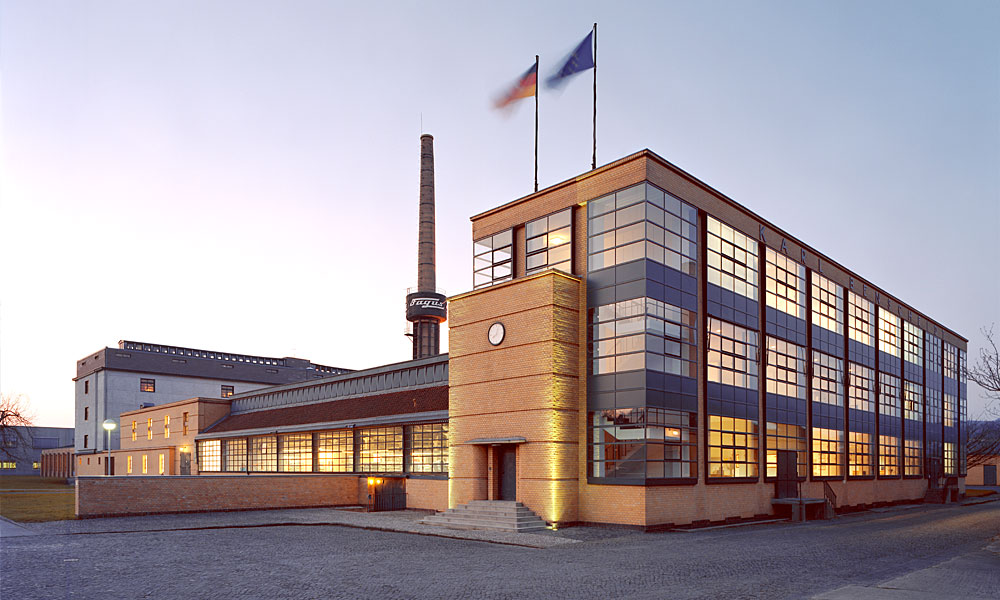
Fagusverken
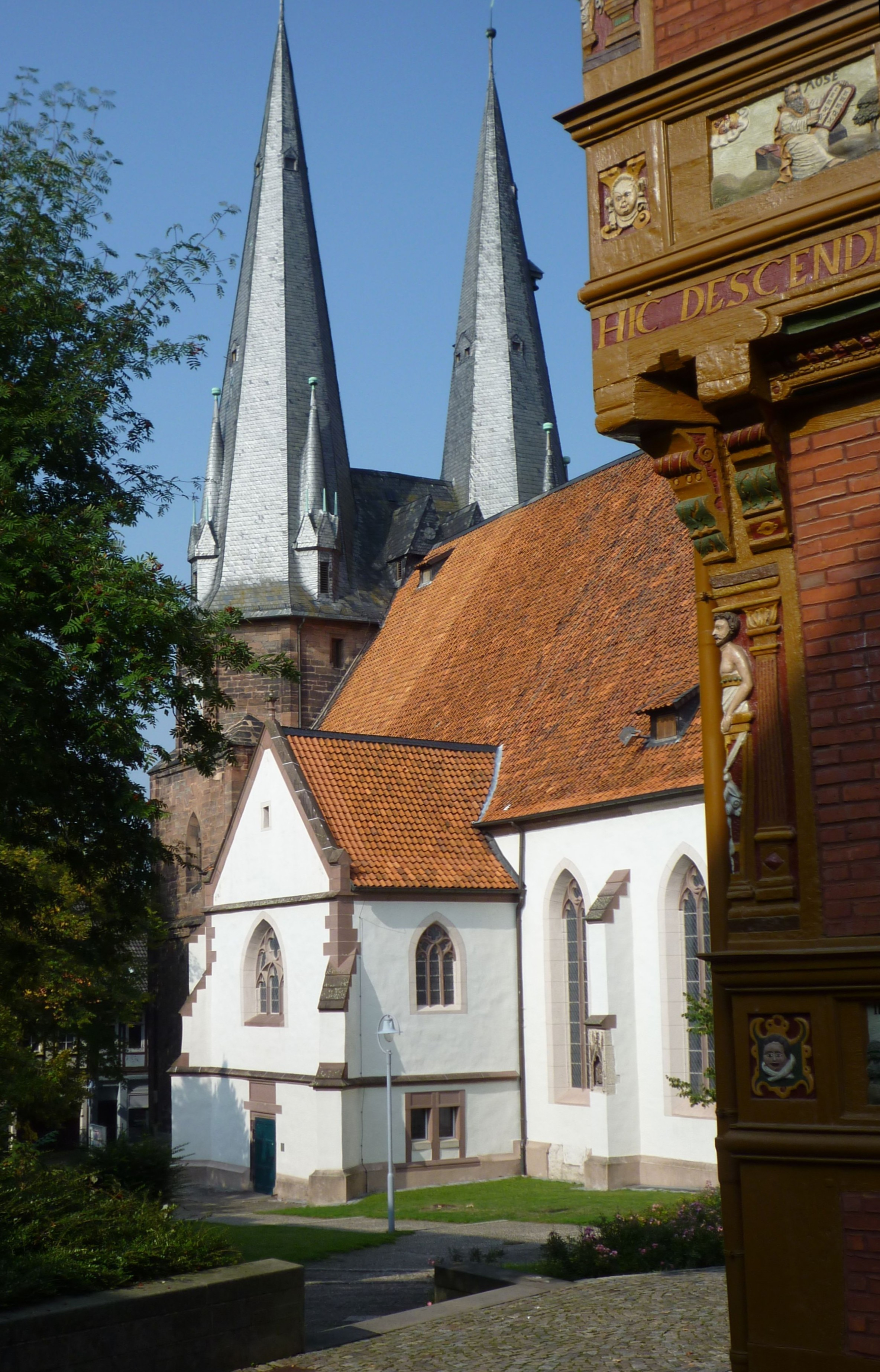
Kyrka St. Nicolai